# Borsosberény
Borsosberény (szlovákul: Berynčok vagy Berynka, régi nevén: Borsos-Berinke vagy Borsos-Berénke) község Nógrád vármegyében, a Rétsági járásban.

## Fekvése
Budapesttől mintegy 65 kilométerre északra, Balassagyarmattól hozzávetőleg 17 kilométerre délnyugatra, a parassapusztai határátkelőtől pedig 15 kilométerre délkeletre található, a Börzsöny hegység északkeleti lábainál.
A közvetlenül határos települések: észak felől Horpács, kelet felől Pusztaberki, délkelet felől Tereske és Bánk, dél felől Rétság, délnyugat felől Diósjenő, északnyugat felől pedig Nagyoroszi.

### Megközelítése
Legfontosabb közúti megközelítési útvonala a 2-es főút (európai számozása szerint E77-es út), mely a belterületének keleti szélén halad el. Főutcája öt számjegyű útként a 12 126-os útszámozást viseli. Horpáccsal és azon keresztül Patakkal a 2202-es út köti össze.
Vasúton hazánk egyik legszebb vonalvezetésű vasútján, a MÁV 75-ös számú Vác–Balassagyarmat-vasútvonalán közelíthető meg, melynek egy megállási pontja van itt; Borsosberény megállóhely a vonal állomásainak viszonylatában Diósjenő vasútállomás és Nagyoroszi vasútállomás között fekszik, fizikailag a belterület nyugati peremén helyezkedik el, közvetlenül a 12 126-os út mellett.

## Története
A település környéke már a kőkorban is lakott volt, kő- és bronzkori leletek is előkerültek a község határában.
A község nevében a Berény utótag kabar törzsnévből keletkezett.
Első okleveles említése 1393-ban történt, amikor a Losonczy család volt a település birtokosa.
1470-ben Mátyás király Madách Lászlónak és Jánosy Gáspárnak adományozta a községet a csehek elleni hadjáratban szerzett érdemeik elismeréseként.
A 16. század közepétől Borsosberény is a török hódoltság területéhez tartozott, a török adóösszeírások több török birtokosának nevét is említik: 1587-ben például Rizván Divane drégelyi török vitézé volt. A török hódoltság időszakában nagyrészt elnéptelenedett a falu, népessége a 18. században növekedett meg jelentősen.
A falu további birtokos családjai voltak a századok folyamán: a Tihanyiak a 18. századtól, Ócsai Baloghok, a váci püspökség, Bartakovichok, a Tengeliczi Gindlyek, és a Mocsáryak, akik egészen 1945-ig birtokosok voltak a faluban. 1909 és 1945 között a Mikszáth család is birtokos volt a településen, a szomolyapusztai birtok a magyar nemzet ajándéka volt Mikszáth Kálmánnak negyvenéves írói jubileuma alkalmából.
A faluhoz tartozó Szomolyapuszta a középkorban önálló település volt, 1274-ben a Johannita Lovagrendnek önálló rendháza volt itt, ami azonban a századok folyamán teljesen elpusztult.
A török hódoltság korában Mahmud Bin Iltsi, majd Boszna Hasszán török birtokosait említik.
Katolikus temploma 1728 és 1730 között épült.
Az egyik kúriát 1826-ban Tihanyi Tamás építtette, majd később a Mocsáryak tulajdonába került.
A másik kúriát Bartakovich Ágoston építtette.
A vasút 1909-re épült ki.

## Közélete

### Polgármesterei
- 1990–1994: Varga László (független)[4]
- 1994–1998: Varga László (független)[5]
- 1998–2002: Varga László (független)[6]
- 2002–2006: Busai István (független)[7]
- 2006–2010: Busai István (független)[8]
- 2010–2014: Molnárné Gere Rita (független)[9]
- 2014–2019: Molnárné Gere Rita (független)[10]
- 2019–2024: Molnárné Gere Rita (független)[11]
- 2024– : Molnárné Gere Rita (független)[1]

## Népesség
A település népességének változása:
| Lakosok száma | 1055 | 965  | 1043 | 1007 | 980  | 935  | 932  | 884  | 871  | 857  |
|               | 1980 | 1990 | 2001 | 2011 | 2013 | 2015 | 2021 | 2022 | 2023 | 2024 |

2001-ben a település lakosságának 91%-a magyar, 9%-a cigány nemzetiségűnek vallotta magát.
A 2011-es népszámlálás során a lakosok 84,6%-a magyarnak, 6,6% cigánynak, 0,2% németnek, 0,3% szlováknak mondta magát (15,4% nem nyilatkozott; a kettős identitások miatt a végösszeg nagyobb lehet 100%-nál). A vallási megoszlás a következő volt: római katolikus 64,8%, református 2,2%, evangélikus 0,8%, görögkatolikus 0,8%, felekezeten kívüli 8% (22,7% nem nyilatkozott).
2022-ben a lakosság 89,4%-a vallotta magát magyarnak, 4,5% cigánynak, 0,3% németnek, 0,2% ruszinnak, 0,2% szlovénnek, 0,1-0,1% románnak, szlováknak és szerbnek, 1,9% egyéb, nem hazai nemzetiségűnek (10,5% nem nyilatkozott; a kettős identitások miatt a végösszeg nagyobb lehet 100%-nál). Vallásuk szerint 47,2% volt római katolikus, 2,7% református, 1,4% görög katolikus, 0,3% evangélikus, 0,8% egyéb keresztény, 0,2% egyéb katolikus, 8,4% felekezeten kívüli (39% nem válaszolt).

## Nevezetességei
- 18. századi római katolikus templom
- 1826-ban épített Tihanyi-Mocsáry kúria
- A falutól nyugatra lévő hegyek a Duna–Ipoly Nemzeti Parkhoz tartoznak
- Az egykori Jásztelekpuszta utolsó megmaradt emléke, a Benyovczi-kripta

Borsosberény tagja a Sugárkankalin Turisztikai Egyesületnek, melynek célja térség turizmusának fejlesztése, és természeti értékeinek bemutatása. A község a Palóc út egyik állomása is.